# Live vol. 1
Live vol. 1 er Gnags' første livealbum, udgivet i 1981 på Genlyd. Det er optaget i Stakladen i Aarhus med indspilningsudstyr fra Sweet Silence Studios (Gnags' eget studie, Feedback, var under ombygning i denne periode). Det er Gnags' sidste plade med Henning Stærk som medlem. Han blev senere samme år erstattet af Mads Michelsen.
Live vol. 1 indeholder fire sange, som tidligere havde været udgivet på en Gnags-plade, nemlig "Rytmehans" (fra Intercity), "Under bøgen" (fra Er du hjemme i aften), "Burhøns" (fra Burhøns) og "For glæden og kærligheden" (fra Det er det). "Vent på mig vent" og "Hva' så skal I prøve" var nye Gnags-numre. "Green leaves" havde været udgivet på Per Chr. Frosts første soloalbum, Ned ad gaden fra 1979, mens "Nøgler til alle" oprindelig blev indspillet til Peter A.G. Nielsens første soloalbum, A.G.'s album - Normalt er han ellers cool fra samme år.
Live vol. 1 blev i 1992 fulgt op af et nyt livealbum, Live vol. 2.

## Numre

### Side 1
1. "Rytmehans" (3:22)
2. "Vent på mig vent" (6:04)
3. "Under bøgen" (2:57)
4. "Burhøns" (7:49)

### Side 2
1. "Green leaves" (4:08)
2. "Hva' så skal I prøve" (8:11)
3. "Nøgler til alle" (3:19)
4. "For glæden og kærligheden" (3:39)